# アルフレックス
株式会社アルフレックスは、かつて京都府京都市に本社を置き、ガソリンスタンドの運営を行っていた日本の企業。

## 概要
2000年3月に設立。業転玉を石油関連商社から安価で仕入れるというビジネスモデルで、格安ガソリンスタンドである「ベストプライス」を全国に展開し、価格競争力により店舗数を増やしていき、2012年3月には約135億円の売上があった。
しかしその一方で、仕入先や整理回収機構との係争を抱えるなどの問題も少なくなく、2014年2月には社有不動産が整理回収機構によって仮差押を受けた。
2015年10月には、整理回収機構からの債権回収を免れるために会社資金を海外の口座に不正に隠蔽したとして、A代表取締役社長、B代表取締役、社員C～Fの6人が京都府警察に強制執行妨害の容疑で逮捕された。同時期には整理回収機構がアルフレックスを相手取り、損害賠償を求め提訴。京都地方裁判所で行われた第一審において整理回収機構の訴えが認められ、アルフレックスは大阪高等裁判所へ控訴したが、大阪高裁は控訴を棄却した。アルフレックスは最高裁判所へ上告したが、最高裁は同年11月17日に上告を棄却し、アルフレックスに対して約40億円の損害賠償を整理回収機構へ支払うよう命じた第一審が確定した。強制執行妨害目的財産損壊などの罪に問われたB代表取締役も懲役1年6か月の実刑判決を受けた。社員C～Fの4人は不起訴処分となった。2016年9月2日に社有不動産に設定されていた根抵当権が、詐害行為取消しを原因に抹消。
整理回収機構は2016年10月18日に、京都地裁へ第三者破産を申し立て、同年12月5日に京都地裁から破産手続開始決定を受けた。負債総額は163億4100万円で、負債の大部分は延滞損害金であるという。ガソリンスタンドの経営破綻としては、2009年3月に破産手続開始決定を受けた柿本石油の102億8390万円を上回り、過去最大となった。
破産手続開始決定後も、11か所のガソリンスタンドは破産管財人管理の下で運営が続けられ、店舗は2017年4月に破産管財人からMKグループが設立したベストバリューエネルギー株式会社へ譲渡された。
アルフレックスは2019年3月11日に法人格が消滅した。

## 店舗
破産手続開始決定時点では11店舗を営業していた。ベストバリューエネルギーへの譲渡後は、店舗名は「ベストプライス」から「ベストバリューエネルギー」へ変更された。